# 자베드 카림
자베드 카림(영어: Jawed Karim, 1979년 10월 28일 ~)은 미국의 인터넷 기업가이다. 유튜브의 공동설립자 3명 중 한 명이다. 그는 독일에서 출생하고 자랐으며, 부친은 방글라데시계 미국인이다. 그는 2018년에 귀화한 프랑스 시민이다.

## 같이 보기
- 유튜브의 역사